# باولن
باولن (به فرانسوی: Baulne) یک کمون (فرانسه) در فرانسه است که در Seine-et-Oise واقع شده‌است. باولن ۸٫۱۷ کیلومتر مربع مساحت دارد.